# Carl Eduard Niese senior
Carl Eduard Niese (* 21. Oktober 1804 in Torgau; † 14. Oktober 1882 in Bahrendorf bei Magdeburg) war ein deutscher evangelischer Theologe.

## Leben
Er war ein Sohn des Juristen und Notars Carl Gottfried Niese (1771–1814) und von Juliane geborene Schulze (⚭ 1802). Seit 1808 wurde Niese vom Trebnitz-Pretzscher Pfarrer Ernst Traugott Spitzner (1771–1818) aufgezogen. Ab 1818 besuchte er das Lyzeum in Wittenberg, von wo er 1820 nach Erfurt überwechselte. 1823 begann Niese ein Jurastudium in Leipzig, das er 1826 abbrach. Danach nahm er ein Theologiestudium auf, welches er 1831 mit dem ersten Examen in Leipzig und 1832 dem zweiten Examen in Magdeburg beendete. In jenem Jahr trat er seine erste Anstellung als 3. Diakon in Torgau an. Im gleichen Jahr schloss Niese mit Auguste Juliane Panse aus Hesseroda die Ehe; in dieser wurden mehrere Kinder geboren, darunter 1837 der spätere Pädagoge Carl Eduard Niese junior. 1839 erfolgte die Berufung von Niese als Professor und geistlicher Inspektor nach Schulpforte, wo er bis 1865 verblieb. Danach übernahm er eine Pfarrstelle in Bahrendorf; in diesem Amt verstarb er vor Eintritt in den Ruhestand. 
Niese verfertigte mehrere Publikationen. Daneben schrieb er für den „Boten des Gustav-Adolfs-Frauenvereins aus Thüringen“ viele Beiträge zur Kirchengeschichte.

## Werke
- Über die Berechtigung der philosophischen Propädeutik im Gymnasialunterricht (1842).
- Ob Schrift? Ob Geist? (1845).
- Die Flucht (Dramatisches Spiel, 1848).
- Grundgedanken des Johannischen Evangeliums (1850).
- Das christliche Gymnasium (1855).
- Liederbuch für deutsche Gymnasiasten (anonym, 1857).
- Leben des heiligen Johannes (anonym, 1878).